# Constitution de la Nouvelle-Zélande
La Constitution de la Nouvelle-Zélande consiste en un ensemble de lois, traités, décrets du Conseil, lettres de patente, décisions de Cours, et de conventions constitutionnelles non-écrites. Il n'existe pas de document suprême la contenant, la constitution néo-zélandaise n'étant pas codifiée. Celle-ci est donc similaire à la constitution britannique ou israélienne.
La Nouvelle-Zélande est une monarchie constitutionnelle munie d'un système de gouvernement parlementaire. Ce système est souvent appelé système de Westminster. Le chef d'État et source nationale du pouvoir exécutif, judiciaire et législatif en Nouvelle-Zélande est le monarque néo-zélandais, actuellement le roi Charles III via le principe d'union personnelle des Couronnes des deux pays. Bien que portée par la même personne, la Couronne de Nouvelle-Zélande est constitutionnellement pleinement distincte de la Couronne du Royaume-Uni, et régie exclusivement par la Constitution de la Nouvelle-Zélande. Le roi est représenté dans le royaume de Nouvelle-Zélande par un gouverneur général.

## Les sources de la loi constitutionnelle
La constitution s'inspire notamment des éléments suivant :
| Traité de Waitangi                             | 1840 | Traité           | Traité entre les Māori et la couronne britannique. |
| Loi constitutionnelle                          | 1986 | Statut           | Décrit les trois branches du gouvernement. |
| Judicature Act                                 | 1908 | Statut           | Décrit les juridictions de la justice néo-zélandaise. |
| Loi d'adoption du statut de Westminster        | 1947 | Statut           | Adoption du Statut de Westminster de 1931, garantissant formellement l'indépendance de la Nouvelle-Zélande par rapport au Royaume-Uni.                                              |
| Legislative Council Abolition Act              | 1950 | Statut           | Abolit le Conseil Législatif néo-zélandais. Entre en vigueur en 1951. |
| Lettres patentes, charge du Gouverneur général | 1983 | Lettres patentes | Décrivent les pouvoirs du Monarque, et constituent la charge du Gouverneur général de Nouvelle-Zélande et du Conseil exécutif.                                                      |
| Imperial Laws Application Act                  | 1986 | Statut           | Introduit d'importants statuts de la loi constitutionnelle britannique dans celle néo-zélandaise, incluant la Magna Carta, Bill of Rights (1689), Acte d'établissement.             |
| Déclaration des droits de Nouvelle-Zélande     | 1990 | Statut           | Énumère les droits des citoyens vis-à-vis l'état. Établit dans la loi néo-zélandaise les obligations contenues dans le Pacte international relatif aux droits civils et politiques. |
| Loi électorale                                 | 1993 | Statut           | Décrit l'élection des députés. |
| Manuel du Cabinet                              | 2001 | Conventions      | Décrit les conventions de la constitution. |
| Supreme Court Act                              | 2003 | Statut           | Établit la Cour Suprême en tant qu'instance ultime d'appel. |

## Éléments de la constitution
L'acte constitutionnel de 1986 décrit les trois branches du gouvernement en Nouvelle-Zélande : les pouvoirs exécutif (le souverain et le Cabinet), législatif (le Parlement) et judiciaire (les tribunaux).

### Le souverain
La première partie de l'acte de 1986 décrit le "Souverain", le monarque régnant, qui est le chef d'État de la Nouvelle-Zélande. La seconde section (1) désigne "Le Souverain de droit de Nouvelle-Zélande" comme chef d'État, la section 5(1) déclare le successeur du souverain comme "déterminé en accord avec l'acte d'établissement du Parlement d'Angleterre". Ceci signifie que quiconque est le chef d'État du Royaume-Uni sera également le chef d'État de la Nouvelle-Zélande, de par l'acte d'établissement de 1701.

#### Le monarque
La monarchie constitutionnelle en Nouvelle-Zélande est légalement distincte de la monarchie britannique. Il y a eu quelques propositions d'abolir la monarchie, et d'établir une république. Cependant, contrairement à son voisin l'Australie, la Nouvelle-Zélande n'a pas encore tenu de référendum sur la question, mais un certain nombre de personnalités politiques influents (dont l'actuelle Première ministre) sont d'avis qu'un changement éventuel vers un régime républicain est inévitable. Des sondages d'opinions ont toutefois démontré que la majorité de la population restait en faveur de la monarchie.

#### Le gouverneur général
Le représentant de la reine en Nouvelle-Zélande est le gouverneur général. Sa fonction est largement protocolaire, et il doit rester neutre, mais il conserve néanmoins un certain nombre de « pouvoirs de réserves ». Le Premier ministre informe la reine de la personne qui doit être nommée à ce poste.
De plus en plus, le gouverneur général représente la Nouvelle-Zélande à l'étranger, et se voit accorder les mêmes privilèges et le même respect qu'un chef d'état. Celui-ci peut être considéré comme le chef d'État de facto, tandis que la reine reste chef d'État de jure.

### Pouvoir exécutif
Le chef du gouvernement néo-zélandais est le Premier Ministre de Nouvelle-Zélande. Le Cabinet néo-zélandais, qui est responsable du Parlement, exerce le pouvoir exécutif. Le Premier Ministre, en tant que chef du parti ou de la coalition de partis qui détient la majorité des sièges à la Chambre des Représentants, dirige le Cabinet. Tous les ministres du Cabinet doivent être des députés élus, et sont responsables devant le Parlement.

### Pouvoir législatif
La Nouvelle-Zélande possède un parlement monocaméral appelée Chambre des Représentants de Nouvelle-Zélande, normalement composée de 120 sièges. Depuis 1996, c'est le système de représentation proportionnelle mixte, qui consiste essentiellement en un système de scrutin proportionnel plurinominal. Plusieurs sièges sont actuellement réservés pour des élus issus de bulletins māori séparés. Toutefois, les Māori peuvent choisir de se présenter sur les listes conventionnelles, et plusieurs sont entrés au parlement de cette façon. La législature dure au maximum trois ans, bien que des élections anticipées puissent être déclenchées en tout temps. En Nouvelle-Zélande, le suffrage est universel pour tous les citoyens âgés de 18 ans et plus, les femmes ayant obtenu le droit de vote en 1893.

### Pouvoir judiciaire
Le système judiciaire néo-zélandais comprend de l'instance supérieure à l'inférieure, la Cour suprême de Nouvelle-Zélande, la Cour d'appel de Nouvelle-Zélande, la Haute-Cour de justice de Nouvelle-Zélande, et les Cours de districts. Ces cours sont toutes de juridiction générale. Il existe également toute une série de cours spécialisées, incluant le Tribunal familial, le Tribunal des jeunes, le Tribunal de l'emploi, le Tribunal de l'environnement et le Tribunal des Māori. Il existe de plus un certain nombre de tribunaux avec des capacités quasi-judiciaires, comme le Tribunal des disputes, le Tribunal du logement et le Tribunal Waitangi.
La loi néo-zélandaise provient de trois sources principales : la common law anglaise (certains statuts votés par le Parlement britannique avant 1947) et les statuts du Parlement de Nouvelle-Zélande. En interprétant la common law, les tribunaux se sont efforcés de préserver l'uniformité avec l'interprétation qui en a été faite au Royaume-Uni, et dans les juridictions qui s'y rapportent. Jusqu'en 2004, la conservation du Conseil privé de Londres en tant qu'instance suprême d'appel en Nouvelle-Zélande, ainsi que la pratique, courante chez les juges, de suivre les décisions britanniques même s'ils n'y étaient pas techniquement contraint, servait à appuyer cette uniformité. Toutefois, en octobre 2003, la Chambre des Représentants adopte une loi pour mettre fin à ce droit d'appel et établir la Cour suprême de Nouvelle-Zélande à Wellington, qui commence à entendre des appels en juillet 2004.

### Le traité de Waitangi
La place qu'occupe le traité de Waitangi dans la constitution est sujette à beaucoup de débats en Nouvelle-Zélande. De plus en plus, le traité est considéré comme une source importante pour la loi constitutionnelle. En effet, des références aux Principes du Traité de Waitangi apparaissent dans plusieurs statuts, bien que les principes eux-mêmes n'aient pas encore fait l'objet d'une définition dans un statut. Ils sont plutôt définis par une décision de droit commun de la Cour d'appel de Nouvelle-Zélande de 1987 (New Zealand Maori Council v Attorney-General). Il y avait à l'époque de graves inquiétudes au sein des communautés maori concernant la réforme en cours de l'économie néo-zélandaise, et plus particulièrement par le transfert d'actifs des anciens départements du gouvernement vers des entreprises appartenant à l'État. En effet, ces entreprises, propriétés de l'État, consistant essentiellement en des firmes privées dans lesquelles le gouvernement détenait une part majoritaire, elles empêcheraient les actifs donnés par les Māori afin d'être utilisés par l'État d'être retournés aux Māori par le Tribunal Waitangi. Le Conseil māori réclamait l'application de la section 9 de l'Acte sur les Compagnies Propriétés de l'État de 1986 : « Rien dans ce traité n'autorise la Couronne à se comporter de manière non conforme aux principes du Traité de Waitangi ».
Le texte du traité en lui-même se trouve dans l'Acte du Traité de Waitangi de 1975, une loi qui établissait le Tribunal Waitangi pour trancher les questions de violation du traité. En 1985, il a été amendé afin d'inclure pour la première fois le texte en langage māori.

### Déclaration des droits
La loi concernant la déclaration des droits de Nouvelle-Zélande de 1990 établit les droits des citoyens néo-zélandais vis-à-vis les trois branches du gouvernement, et certaines entités gouvernementales. La loi n'est ni entérinée, ni une loi suprême, et peut être modifiée par une simple majorité au Parlement.

## Histoire

### Origines
Avant l'arrivée des Européens en Nouvelle-Zélande, la société māori est constituée essentiellement de tribus, sans aucun organe gouvernemental national. À mesure que les contacts avec les Européens augmentent, le besoin d'une entité gouvernementale unifiée se fait sentir. À la suite d'un état croissant de non-loi, et à des transactions douteuses entre Māori et Européens concernant des terres, le Bureau colonial britannique nomme James Busby en tant que Résident Britannique en Nouvelle-Zélande. Celui-ci rassemble la Confédération des Chefs des Tribus Unies de Nouvelle-Zélande, qui approuva la Déclaration d'indépendance de la Nouvelle-Zélande à Waitangi en 1835. Bien que cette déclaration soit reconnue par le roi Guillaume IV, elle ne fournit aucune solution permanente au problème de gouvernance. En 1839, des lettres de patentes supposées étendre la juridiction de la colonie de Nouvelle-Galles du Sud à la Nouvelle-Zélande sont émises, avec pour effet d'annexer « ...tout territoire qui est ou peut être acquis… au sein de cet ensemble d'îles connues sous le nom de Nouvelle-Zélande ». L'effet légal exact de ces lettres est inconnu, mais le Bureau Colonial reconnait qu'il n'avait pas annexé la Nouvelle-Zélande. Il charge ensuite le capitaine William Hobson d'acquérir la souveraineté britannique sur les îles par traité.
Le 6 février 1840, le Traité de Waitangi (Te Tiriti o Waitangi) est d'abord signé à Waitangi. Le 21 mai, Hobson proclame la souveraineté de la Grande-Bretagne sur la Nouvelle-Zélande, fondant sa déclaration sur la découverte de l'île du Sud et le traité pour l'île du Nord. Les proclamations sont faites largement en réponse à l'établissement de colonies par la compagnie de Nouvelle-Zélande (Wellington et Britannia, plus tard Petone), et au fait que celles-ci mettent en place leur propre conseil gouvernemental composé de 12 membres. Hobson cherche à éviter la création de ce qu'il voyait comme une « république », c'est-à-dire un État en dehors de sa juridiction. Plus tard, des Lettres de Patentes sont émises, reconnaissant que la Nouvelle-Zélande constitue une dépendance de la Nouvelle-Galles du Sud. Hobson est ensuite déclaré lieutenant-gouverneur de Nouvelle-Zélande, et divise la sous-colonie en deux provinces (Île du Nord — New Ulster, Île du Sud — New Munster) d'après les comtés irlandais respectivement les plus au nord et sud. En 1841, la Nouvelle-Zélande est établie en tant que colonie à part entière.

### Gouvernement autonome
Le Parlement impérial vote la première loi constitutionnelle donnant des pouvoirs au gouvernement en Nouvelle-Zélande en 1846. La Loi devait être appliquée entièrement en 1848, mais n'est jamais mise en place, car le Gouverneur-en-Chef de l'époque, Sir George Grey, refuse son application. La loi est dès lors suspendue pour cinq ans. Grey gouverne avec les pouvoirs d'un dictateur durant cette période, nommant les conseils provinciaux selon son bon plaisir. Après cette suspension, le Parlement impérial travaille de nouveau pour un gouvernement autonome en Nouvelle-Zélande en 1852. La loi qui est alors votée est presque entièrement basée sur un brouillon rédigé par Grey, avec pour principale différence le fait que le Gouverneur était nommé par le Secrétaire des Colonies, et non par la Chambre des Représentants de Nouvelle-Zélande. La loi n'est pas mise en application avant 1853.
La Loi déclare :
- Que la Nouvelle-Zélande soit divisée en six provinces. Chacune d'entre elles élit un Surintendant, et a le pouvoir de passer des ordonnances, c'est-à-dire des lois peu importantes. Le Gouverneur garde le droit de veto sur toute Ordonnance, et la Couronne possède également un droit de désaveu pour deux ans après l'adoption de la loi.
- Une Assemblée générale comprenant la Chambre des représentants (élue), le Conseil législatif (nommé), et le Gouverneur est constitué dans le but d'adopter des lois la « ...paix, l'ordre et un bon gouvernement ».
- La création d'un Conseil exécutif consistant du Gouverneur et des Ministres.

Une des premières actions du premier parlement élu sous cette loi est de voter la loi sur le droit anglais de 1854, qui affirme que toutes les lois anglaises en existence au 14 janvier 1840 s'appliquent en Nouvelle-Zélande ; et plus particulièrement la Déclaration des droits, et l'habeas corpus. Les pouvoirs du parlement néo-zélandais sont clarifiés par la Loi sur la validité des lois coloniales de 1865, qui autorise dans une certaine mesure une indépendance légale. D'après cette loi, le parlement néo-zélandais peut passer des lois qui ne se conforment pas aux statuts britanniques ou la common law, tant que les lois Impériales ne sont pas applicables pour la Nouvelle-Zélande. Là où c'est le cas, la loi néo-zélandaise est nulle.
La première réforme majeure de la loi de 1852 vient en 1876 avec la loi sur l'abolition des provinces, qui abolit les provinces à partir du 1er janvier 1877, et centralise par conséquent le gouvernement néo-zélandais en son parlement bicaméral. En 1891 la composition du Conseil législatif est modifié : les conseillers ne sont plus nommés à vie, mais plutôt pour des mandats d'une durée de cinq ans.

### Dominion et royaume
La conférence impériale de 1907 décide de permettre à certaines colonies de devenir des États indépendants, nommés dominions. Après la conférence, la Chambre des Représentants adopte une motion demandant que le roi Édouard VII « entreprenne les démarches qu'il considère nécessaires afin de changer le nom officiel de colonie de Nouvelle-Zélande en dominion de Nouvelle-Zélande ». Le Premier ministre Joseph Ward encourage la Nouvelle-Zélande à se lever, et assure qu'il n'en ressortirait que du bien pour le pays. Le 9 septembre, une proclamation royale accordant le statut de dominion à la Nouvelle-Zélande est promulguée par le roi. Celle-ci prend effet le 27 septembre. En conséquence, le gouverneur devient gouverneur général en 1917 afin de refléter de manière plus complète le statut de dominion.
En 1908, deux lois d'importance constitutionnelle sont adoptées : la loi judiciaire (Judicature Act), qui décrit les juridictions de la justice néo-zélandaise ; et la Loi sur la législature (Legislature Act), qui définit les pouvoirs du parlement. Cette dernière est maintenant largement abrogée, mais préserve toujours les privilèges parlementaires.
La conférence impériale de 1926 proclame l'égalité parmi les dominions britanniques. Concernant le gouverneur général, la déclaration affirme qu'il détient « ...la même position par rapport à l'administration des affaires publiques dans le dominion » que celle occupée par le monarque au Royaume-Uni. Le gouverneur général est donc lié par l'avis de ses Ministres responsables.
Pour que les déclarations de la conférence de 1926 prennent effet, le Statut de Westminster de 1931 est adoptée, annulant en conséquence les restrictions créées par la loi sur la validité du droit colonial de 1865, en autant que la Nouvelle-Zélande adopte le Staut dans le droit néo-zélandais. Cela est fait en 1947 avec la loi sur l'adoption du Statut de Westminster. À la requête du parlement néo-zélandais, Westminster vote la Loi constitutionnelle de la Nouvelle-Zélande (New Zealand Constitution Act), afin que le Statut prennent effet. Ainsi, le parlement néo-zélandais obtient les pleins pouvoirs pour amender sa propre loi constitutionnelle, bien que Westminster puisse encore adopter des lois à la demande du parlement néo-zélandais. La Nouvelle-Zélande devient donc un Royaume. Ce n'est cependant pas avant 1983 et le premier amendement des Lettres de Patentes depuis 1917 que la Nouvelle-Zélande est correctement appelée le Royaume de Nouvelle-Zélande.
Lors de l'élection d'un gouvernement National promettant d'abolir le Conseil législatif en 1950, le conseil est manipulé afin de permettre sa dissolution. Malgré des propositions pour rétablir la chambre haute, notamment par Jim Bolger en 1990, le parlement néo-zélandais demeure monocaméral.
En 1960 la Société constitutionnelle pour la liberté économique et la justice (Constitutional Society for Economic Freedom and Justice) est créée, afin de revendiquer une constitution écrite, la restauration de la Chambre haute du parlement et une déclaration des droits. La société présente au parlement une pétition pour une constitution écrite en 1961.

### Réforme gouvernementale du « Fourth Labour »
À la suite des élections d'un gouvernement travailliste réformiste an 1984, une crise constitutionnelle est déclenchée. Le Premier ministre sortant, Sir Robert Muldoon, refuse d'appliquer les instructions du Premier ministre-désigné David Lange, qui demande de dévaluer le dollar néo-zélandais pour couper court aux tendances spéculatives sur le dollar. La crise est résolue lorsque Muldoon cède trois jours plus tard, sous la pression de son propre Cabinet, qui menace d'installer le procureur-général Jim McLay à la place de Muldoon.
Le nouveau gouvernement met en place un Comité officiel sur la réforme constitutionnelle, afin de réviser le transfert de pouvoirs à la suite de la crise constitutionnelle ayant eu lieu plus tôt dans l'année. Les conclusions de ce comité conduisent le gouvernement travailliste à publier le « papier blanc » de la déclaration des droits (Bill of Rights White paper), et également à introduire la Loi constitutionnelle de 1986, qui était la première révision importante de la constitution néo-zélandaise depuis 134 ans. Avant la loi de 1986, seulement 12 des 82 dispositions présentes dans la loi de 1852 étaient toujours d'application. La loi se compose de cinq parties principales :
1. Le souverain ;
2. L'exécutif ;
3. La législature ;
4. Le système judiciaire ;
5. Dispositions diverses

En même temps que cette loi, le parlement vote également une loi sur l'application du droit impérial, afin de clarifier quels lois anglaises sont applicables dans le droit néo-zélandais.
Le gouvernement vote également une loi amendant le traité de Waitangi en 1985, qui amende la précédente loi sur le traité de Waitangi, et qui fait une loi du Traité de Waitangi pour la première fois, et crée le tribunal quasi-judiciaire Waitangi, afin de répondre aux violations du traité. L'amendement de 1985 inclut la version māori du traité (Te Tiriti o Waitangi) dans les lois pour la première fois, et accorde au tribunal Waitangi la compétence de traiter des cas remontant jusqu'en 1840.
Le quatrième gouvernement travailliste ('fourth labour') commença également la réforme électorale. Il créa la commission royale sur le système électoral en 1986. Celle-ci suggéra que la Nouvelle-Zélande passe au système électoral de représentation proportionnelle mixte.
La dernière réforme majeure de ce gouvernement est la loi sur la déclaration des droits néo-zélandaise de 1990. Celle-ci inclut dans le droit néo-zélandais les engagements pris par la Nouvelle-Zélande en signant le pacte international relatif aux droits civils et politiques de 1977. Cependant cette loi n'est pas protégée ni loi suprême, et peut donc être abrogée à la majorité simple au parlement.

## Réforme
Comme elle n'est pas constituée en loi suprême, la constitution néo-zélandaise est relativement facile à modifier, car il suffit d'une majorité simple au parlement, comme démontré par l'abolition du Conseil législatif en 1950.

### Référendums
Il n'est pas légalement nécessaire d'organiser un référendum pour valider un changement de la constitution en Nouvelle-Zélande. Cependant, un certain nombre de référendums ont été organisés dans l'histoire de la Nouvelle-Zélande, dont récemment pour décider de la nature d'une réforme électorale en Nouvelle-Zélande. Plusieurs mouvements réclament le recours au référendum pour les réformes constitutionnelles. Cependant, récemment, le gouvernement a remplacé le Conseil privé en tant que Cour supérieure d'appel par la Cour suprême de Nouvelle-Zélande, malgré l'appel au référendum fait par divers partis politiques, dont Nouvelle-Zélande d'abord, le New Zealand National Party et ACT New Zealand.
La loi sur les référendums initiés par les citoyens (Citizens Initiated Referenda Act) de 1993 autorise la tenue de référendums sur toute question, en autant qu'une pétition signée par au moins 10 % des électeurs soit soumise au parlement. Ces référendums ne sont toutefois pas contraignants pour celui-ci. Lors des élections générales de 1999, un tel référendum eut lieu, concernant la réduction du nombre de parlementaires de 120 à 99. Le résultat était très largement en faveur de la proposition, mais il n'y eut aucune initiative pour changer la loi électorale de 1993 en ce sens avant 2006, lorsqu'une déclaration introduite par une parlementaire du parti Nouvelle-Zélande d'abord proposant de réduire la taille du parlement à cent sièges fut votée en première lecture par 61 voix contre 60. Il est peu probable que cette proposition soit votée en tant que loi, étant donné que plusieurs partis ont déclaré ne la soutenir que jusqu'au niveau du comité de sélection.
Le manque de mise en application des référendums par les gouvernements successifs a provoqué plusieurs appels pour rendre ces référendums contraignants pour le gouvernement, en introduisant ainsi un système de démocratie directe tel que pratiqué en Suisse. Tant le parti New Zealand First que le Parti pour la démocratie directe soutiennent un tel changement.
Liste de référendums sur des sujets constitutionnels en Nouvelle-Zélande :
| Année | Sujet                           | Participation | Résultat |
| ----- | ------------------------------- | ------------- | --- |
| 1967  | Terme parlementaire             | 69,7 %        | 3 ans : 68,1 %, 4 ans : 31,9 % |
| 1990  | Terme parlementaire             | 85,2 %        | 3 ans : 69,3 %, 4 ans : 30,7 % |
| 1992  | Changement du système électoral | 55,2 %        | Pour : 84,7 %, Contre : 15,3 % Représentation proportionnelle mixte : 70,3 %, Vote parallèle : 5,5 %, Vote unique transférable : 17,5 %, Vote alternatif : 6,6 % |
| 1993  | Nouveau système électoral       | 85,2 %        | Représentation proportionnelle mixte : 54 %, Scrutin majoritaire à un tour : 46 %                                                                                |
| 1999  | Nombre de sièges au parlement   | 81 %          | 99 sièges : 81,46 %, 120 sièges : 18,53 % |
| 2011  | Changement du système électoral | 74,2 %        | Contre : 57,8 %, Pour : 42,2 % Scrutin majoritaire à un tour : 46,7 %, Vote parallèle : 24,1 %, Vote unique transférable : 16,3 %, Vote alternatif : 12,5 %      |

### Propositions de réformes
Le très minoritaire Libertarianz Party a produit une constitution écrite visant à la création de la Republic of New Freeland (République de Nouvelle Terre Libre).

#### Enquête concernant les arrangements constitutionnels existant
En 2005, une commission de la Chambre des représentants mène une enquête à propos des arrangements constitutionnels existant en Nouvelle-Zélande. Cette enquête est conduite d'après cinq directives :
a) Le développement de la constitution depuis 1840 ;
b) les éléments-clés de la structure constitutionnelle de la Nouvelle-Zélande, et les relations entre ces éléments ;
c) les sources de la constitution;
d) les moyens que d'autres pays ont utilisés pour entreprendre des réformes constitutionnelles ;
e) les moyens qui seraient adéquats si la Nouvelle-Zélande envisageait de modifier sa constitution de manière significative.
À l'issue de l'enquête, la commission remet trois recommandations importantes au gouvernement :
1. Que les principes généraux doivent sous-tendre toute discussion concernant des changements constitutionnels en l'absence d'un processus prescrit,
2. Que des efforts accrus soient faits dans l'éducation civique et concernant le rôle du citoyen dans les écoles,
3. Que le gouvernement examine si un institut privé pourrait améliorer la compréhension publique, et provoquer un débat sur la constitution de la Nouvelle-Zélande.

Le 2 février 2006, le gouvernement répond au rapport de la commission, approuvant les deux premières recommandations, mais ne soutenant pas la troisième.